# Stenauxa
Stenauxa – rodzaj chrząszczy z rodziny kózkowatych i podrodziny zgrzypikowych.

## Zasięg występowania
Przedstawiciele tego rodzaju występują w RPA.

## Systematyka
Do Stenauxa należą 2 gatunki:
- Stenauxa exigua
- Stenauxa fasciata